# Taiwanaspidiotus yiei
Taiwanaspidiotus yiei är en insektsart som beskrevs av Sadao Takagi 1969. Taiwanaspidiotus yiei ingår i släktet Taiwanaspidiotus och familjen pansarsköldlöss.
Artens utbredningsområde är Taiwan. Inga underarter finns listade i Catalogue of Life.